# شباب جليقية الاشتراكي
شباب جليقية الاشتراكي هي منظمة الشباب لحزب جليقية الاشتراكي في جليقية. ظهرت أولى مجموعات الشباب الاشتراكي في المدن الجاليكية بين عامي 1903 و1904.